# Выборы в Европейский парламент (2004)
Выборы в Европейский парламент 2004 года были проведены в период с 10 по 13 июня в 25 государствах-членах Европейского Союза, голосование в разных странах проходило в разные дни, в соответствии с местным законодательством. Избиратели голосовали за национальные партии, объединённые в европейские парламентские партии.
Голоса подсчитывались по мере закрытия голосования, но результаты не объявляли до 13 и 14 июня, чтобы результаты из одной страны не повлияли бы на избирателей в другой, где выборы проходили позже; однако Нидерланды, проголосовав в четверг 10 июня, объявили почти полные предварительные результаты уже вечером в день выборов, как только они были подсчитаны, за что подверглись критике со стороны Европейской комиссии.
Во всех 25 странах, где проходили выборы в Европарламент, 342 миллиона человек имели право голоса, это второй по величине демократический электорат в мире после Индии. Это были крупнейшие международные прямые выборы в истории. 10 новых государств-членов впервые избирали членов Европарламента. Новый (6-й) парламент состоял из 732 депутатов.
Ни одной из европартий не удалось достигнуть большинства. Результаты показали общее снижение популярности традиционных ведущих партий и увеличение числа сторонников евроскептиков. В то же время, баланс сил в парламенте остался прежним (крупнейшей парламентской партией осталась Европейская народная партия—Европейские демократы, второй по величине — Партия европейских социалистов).

## Избирательная система
Выборы в Европейский парламент 2004 года прошли в 25 странах-членах в течение четырёх дней, с 10 по 13 июня. 10 июня голосовали Нидерланды и Великобритания, 11 июня — Чехия и Ирландия, 12 июня — вновь Чехия, а также Италия, Латвия и Мальта. Больше всего стран голосовало в последний день, 13 июня: Австрия, Бельгия, Кипр, Дания, Эстония, Финляндия, Франция, Германия, Греция, Венгрия, Италия, Литва, Люксембург, Польша, Португалия, Словакия, Испания и Швеция.
На 732 места в Европарламенте претендовали 14 600 кандидатов.
Явка составила 45,6 % зарегистрированных избирателей.
Выборы проходили по пропорциональной избирательной системе. При этом, было разрешено выборочное голосование с открытым списком в Австрии, Бельгии, Литве, Нидерландах, Словении, Словакии, Швеции и Люксембурге (в последней стране ещё и с панашированием), а также в Ирландии, Великобритании и на Мальте по системе единого передаваемого голоса. Заградительный барьер существовал в десяти странах, в том числе, трёхпроцентный в Греции, четырёхпроцентный в Австрии и Швеции, пятипроцентный в Чехии, Франции, Германии, Венгрии, Литве, Польше и Словакии.
Распределение мест производилось по методу Сент-Лагю в Латвии и Швеции, методу STV в Ирландии, Великобритании и на Мальте, методу наибольшего среднего во Франции, методу наибольшего остатка в Италии, пропорционально в Греции, по квоте Друпа в Словакии, по метод Хэйра-Нимейера в Германии и сочетанию методов Хэйра-Нимейера и Д’Ондта в Польше.
Количество избирательных округов в разных странах: Бельгия (3), Ирландия (4), Италия (5), Франция (8), Соединенное Королевство (12), Польша (13). В Германии партии представляли списки кандидатов на земельном или национальном уровне.
Минимальный возраст для голосования — 18 лет.

## Окончательные результаты

Распределение мест в европарламенте среди парламентских групп

| Группа                                                                  | Группа                                             | Идеология                                          | Лидер                              | Места | +/-  | %     | +/- п.п. |  |
| ----------------------------------------------------------------------- | -------------------------------------------------- | -------------------------------------------------- | ---------------------------------- | ----- | ---- | ----- | -------- |  |
|                                                                         | Европейская народная партия—Европейские демократы  | Консерватизм и христианская демократия             | Ханс Герт Пёттеринг                | 268   | ▲35  | 36,61 | ▼0,61    |  |
|                                                                         | Партия европейских социалистов                     | Социал-демократия                                  | Мартин Шульц                       | 200   | ▲20  | 27,32 | ▲1,43    |  |
|                                                                         | Альянс либералов и демократов за Европу            | Либерализм и либеральная демократия                | Грэм Уотсон                        | 88    | ▲38  | 12,02 | ▲4,03    |  |
|                                                                         | Зелёные — Европейский свободный альянс             | Зелёная политика и регионализм                     | Даниэль Кон-Бендит Моника Фрассони | 42    | ▲6   | 5,74  | ▲1,93    |  |
|                                                                         | Европейские объединённые левые/Лево-зелёные Севера | Коммунизм, демократический социализм и ультралевые | Франсис Вюрц                       | 41    | ▼1   | 5,60  | ▼1,11    |  |
|                                                                         | Независимость/Демократия                           | Евроскептицизм                                     | Найджел Фараж Йенс-Петер Бонде     | 37    | ▲21  | 5,06  | ▲2,50    |  |
|                                                                         | Союз за Европу наций                               | Национал-консерватизм                              | Брайан Кроули Кристина Мускардини  | 27    | ▼4   | 3,69  | ▼1,26    |  |
|                                                                         | Независимые                                        | Независимые и ультраправые                         | —                                  | 29    | ▲21  | 3,96  | ▲2,68    |  |
|                                                                         |                                                    |                                                    |                                    |       |      |       |          |  |
| Всего                                                                   | Всего                                              | Всего                                              | Всего                              | 732   | ▲106 | 100   | ▲16,93 % |  |
| Источники: European Parliament, Europe Politique, BBC, EML, UC Berkeley |                                                    |                                                    |                                    |       |      |       |          |  |

## Результаты по странам
Европейская народная партия победила в Германии, Италии, Люксембурге, Великобритании, Ирландии, Греции, Латвии, Польше, Чехии, Словакии, Словении, Венгрии, Кипре. Партия европейских социалистов выиграла во Франции, Бельгии, Нидерландах, Дании, Испании, Португалии, Австрии, Швеции, Эстонии, Мальте. Европейские либералы первенствовали в Финляндии и Литве.
| Party groupСтрана                                  | EPP-ED                                                        | PES                                                                            | ELDR                                                              | G-EFA | EUL-NGL                              | ID                   | UEN               | Другие                                  | Мандаты | %       | Явка    |
| -------------------------------------------------- | ------------------------------------------------------------- | ------------------------------------------------------------------------------ | ----------------------------------------------------------------- | --- | ------------------------------------ | -------------------- | ----------------- | --------------------------------------- | ------- | ------- | ------- |
| Австрия                                            | 6 (ÖVP)                                                       | 7 (SPÖ)                                                                        |                                                                   | 2 (GRÜNE) |                                      |                      |                   | 2 (Liste Martin) 1 (FPÖ)                | 18      | 2,5 %   | 42,43 % |
| Бельгия                                            | 4 (CD&V/N-VA) 1 (CDH) 1 (CSP-EVP)                             | 4 (PS) 3 (SP.A, вместе с Spirit)                                               | 3 (VLD, вместе с Vivant) 3 (MR)                                   | 1 (Groen!) 1 (Ecolo) |                                      |                      |                   | 3 (VB)                                  | 24      | 3,3 %   | 90,81 % |
| Великобритания, за исключением Гибралтара (детали) | 27 (Conservatives) 1 (UUP)                                    | 19 (LP)                                                                        | 12 (Lib Dems)                                                     | 2 (GPEW) 2 (SNP) 1 (PC) | 1 (SF)                               | 11 (UKIP)            |                   | 1 (UKIP) 1 (DUP)                        | 78      | 10,7 %  | 38,9 %  |
| Венгрия                                            | 12 (FIDESZ) 1 (MDF)                                           | 9 (MSZP)                                                                       | 2 (SZDSZ)                                                         | |                                      |                      |                   |                                         | 24      | 3,3 %   | 38,5 %  |
| Германия                                           | 40 (CDU) 9 (CSU)                                              | 23 (SPD)                                                                       | 7 (FDP)                                                           | 13 (GRÜNE) | 7 (PDS)                              |                      |                   |                                         | 99      | 13,5 %  | 43,0 %  |
| Греция                                             | 11 (ND)                                                       | 8 (PASOK)                                                                      |                                                                   | | 3 (KKE) 1 (SYN)                      | 1 (LAOS)             |                   |                                         | 24      | 3,3 %   | 63,4 %  |
| Дания                                              | 1 (Konservative)                                              | 5 (S)                                                                          | 3 (V) 1 (RV)                                                      | 1 (SF) | 1 (Folk B.                           | 1 (Juni B.)          | 1 (DF)            |                                         | 14      | 1,9 %   | 47,9 %  |
| Ирландия                                           | 5 (FG)                                                        | 1 (Labour Party)                                                               | 1 (М. Харкин, нез.)                                               | | 1 (SF)                               | 1 (К. Синнотт, нез.) | 4 (FF)            |                                         | 13      | 1,8 %   | 59,7 %  |
| Испания                                            | 24 (PP)                                                       | 24 (PSOE)                                                                      | 1 (CDC, вместе с GalEusCa) 1 (EAJ-PNV, вместе с GalEusCa)         | 1 (Los Verdes, в составе списка PSOE) 1 (ICV, в составе списка IU-ICV-EUiA) 1 (ERC, совместно с коалицией «Европа народов») | 1 (IU, в составе списка IU-ICV-EUiA) |                      |                   |                                         | 54      | 7,4 %   | 45,1 %  |
| Италия                                             | 16 (FI) 5 (UDC) 1 (SVP, вместе с L’Ulivo) 1 (AP-UDEUR) 1 (PP) | 12 (DS, вместе с L’Ulivo) 2 (SDI, вместе с L’Ulivo) 2 (нез., вместе с L’Ulivo) | 7 (DL, вместе с L’Ulivo) 2 (BL) 2 (IdV) 1 (MRE, вместе с L’Ulivo) | 2 (Verdi) | 5 (RC) 2 (PdCI)                      | 4 (LN)               | 9 (AN)            | 2 (NPSI, вместе с SUpE) 1 (AS) 1 (MSFT) | 78      | 10,7 %  | 73,1 %  |
| Кипр                                               | 2 (DISY) 1 (GTE)                                              |                                                                                | 1 (DIKO)                                                          | | 2 (AKEL)                             |                      |                   |                                         | 6       | 0,8 %   | 71,19 % |
| Латвия                                             | 2 (JL) 1 (TP)                                                 |                                                                                | 1 (LC)                                                            | 1 (PCTVL) |                                      |                      | 4 (TB/LNNK)       |                                         | 9       | 1,2 %   | 41,34 % |
| Литва                                              | 2 (TS)                                                        | 2 (LSDP)                                                                       | 5 (DP) 2 (LiCS)                                                   | |                                      |                      | 1 (VNDPS) 1 (LDP) |                                         | 13      | 1,8 %   | 48,38 % |
| Люксембург                                         | 3 (CSV)                                                       | 1 (LSAP)                                                                       | 1 (DP)                                                            | 1 (Déi Gréng) |                                      |                      |                   |                                         | 6       | 0,8 %   | 90,0 %  |
| Мальта                                             | 2 (PN)                                                        | 3 (PL)                                                                         |                                                                   | |                                      |                      |                   |                                         | 5       | 0,7 %   | 82,37 % |
| Нидерланды                                         | 7 (CDA)                                                       | 7 (PvdA)                                                                       | 4 (VVD) 1 (D66)                                                   | 2 (GL) 2 (ET) | 2 (SP)                               | 2 (CU—SGP)           |                   |                                         | 27      | 3,7 %   | 39,3 %  |
| Польша                                             | 15 (PO) 4 (PSL)                                               | 5 (SLD) 3 (SDPL)                                                               | 4 (UW)                                                            | |                                      | 10 (LPR)             | 7 (PiS)           | 6 (SRP)                                 | 54      | 7,4 %   | 20,87 % |
| Португалия                                         | 7 (PSD) 2 (CDS-PP)                                            | 12 (PS)                                                                        |                                                                   | | 2 (PCP, вместе с CDU) 1 (BE)         |                      |                   |                                         | 24      | 3,3 %   | 38,6 %  |
| Словакия                                           | 3 (SDKÚ) 3 (KDH) 2 (MKP)                                      | 3 (SMER)                                                                       |                                                                   | |                                      |                      |                   | 3 (ĽS-HZDS)                             | 14      | 1,9 %   | 16,96 % |
| Словения                                           | 2 (NSi) 2 (SDS)                                               | 1 (ZLSD)                                                                       | 2 (LDS)                                                           | |                                      |                      |                   |                                         | 7       | 1,0 %   | 28,3 %  |
| Финляндия                                          | 4 (Kok.)                                                      | 3 (SDP)                                                                        | 4 (Kesk.) 1 (SFP)                                                 | 1 (Vihr.) | 1 (VAS)                              |                      |                   |                                         | 14      | 1,9 %   | 41,1 %  |
| Франция                                            | 17 (UMP)                                                      | 31 (PS)                                                                        | 11 (UDF)                                                          | 6 (Les Verts) | 3 (PCF)                              | 3 (MPF)              |                   | 7 (FN)                                  | 78      | 10,7 %  | 42,76 % |
| Чехия                                              | 9 (ODS) 2 (SNK, вместе с ED) 2 (KDU-ČSL) 1 (ED, вместе с SNK) | 2 (ČSSD)                                                                       |                                                                   | | 6 (KSČM)                             | 1 (Bobošíková, нез.) |                   | 1 (Železný, нез.)                       | 24      | 3,3 %   | 28,32 % |
| Швеция                                             | 4 (M) 1 (KD)                                                  | 5 (SAP)                                                                        | 2 (FP) 1 (C)                                                      | 1 (MP) | 2 (V)                                | 3 (JL)               |                   |                                         | 19      | 2,6 %   | 37,8 %  |
| Эстонии                                            | 1 (IL)                                                        | 3 (SDE)                                                                        | 1 (K) 1 (ER)                                                      | |                                      |                      |                   |                                         | 6       | 0,8 %   | 26,83 % |
| Total                                              | 268                                                           | 200                                                                            | 88                                                                | 42 | 41                                   | 37                   | 27                | 29                                      | 732     | 100,0 % | 45,6 %  |

## Выборы Председателя Европарламента
Выборы Председателя Европарламента завершились уже в первом туре. Должность оспаривали три политика: испанский социалист Жозеп Боррель Фонтельес, польский диссидент и демократ Бронислав Геремек, а также французский коммунист Франсис Вюрц. За Борреля проголосовали 388 членов Европарламента, за Геремека было отдано 208 голосов, за Вюрца — 51. В результате уже в первом туре Председателем Европейского парламента был избран Жозеп Боррель.

## Новые партии на выборах 2004 года

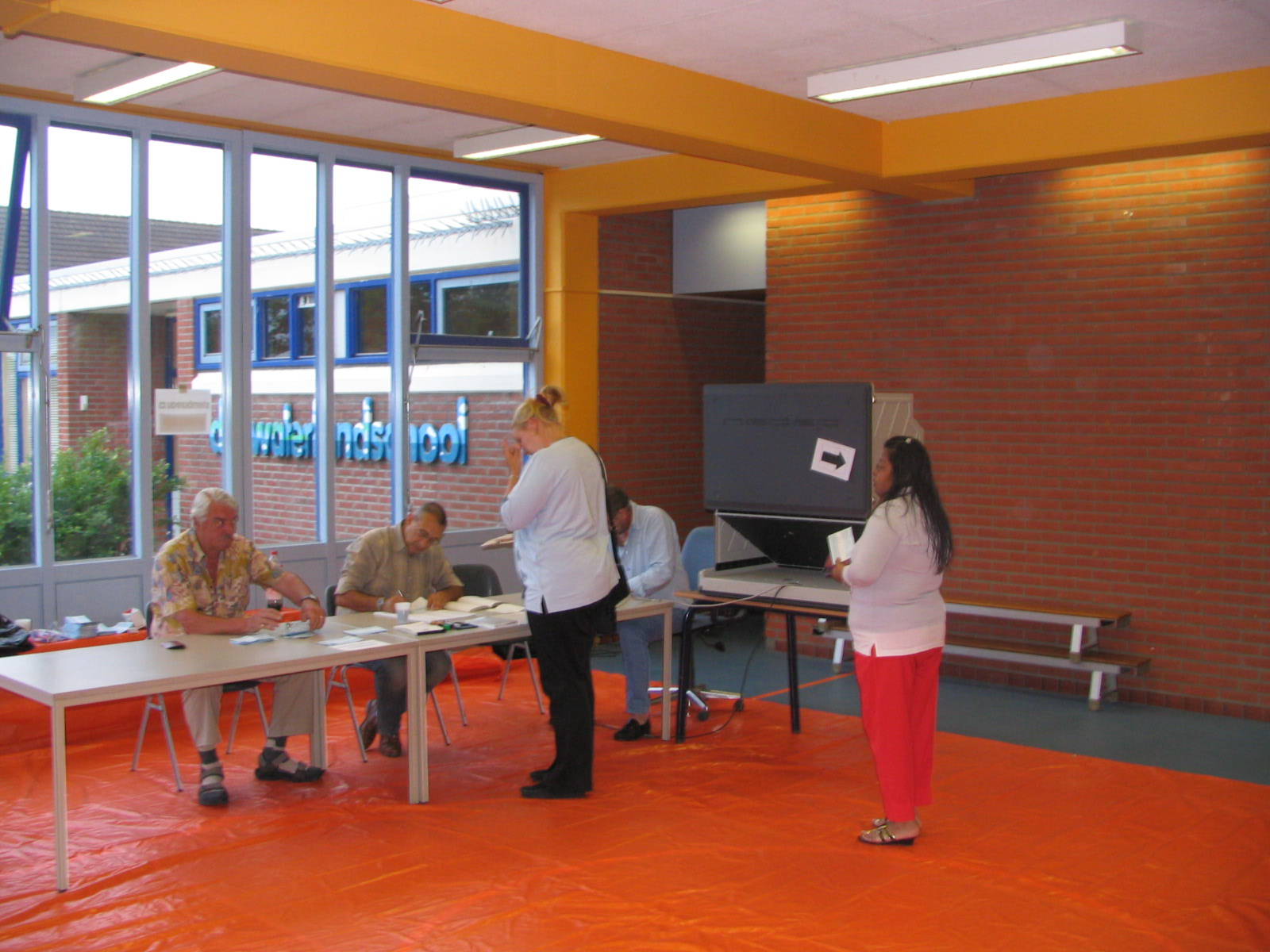
Голосование на выборах в Европарламент в Нидерландах

- Европартия Европейская партия зелёных была создана в Риме 21 февраля 2004 года и эти выборы стали первыми в её истории. Партия, выступавшая в составе коалиции «Зелёные — Европейский свободный альянс», смогла привлечь голоса 5,4 % избирателей по всему Евросоюзу и завоевать 33 мандата.
- Шведская партия «Июньский список[англ.]» сформировалась в начале 2004 года, чтобы предоставить избирателям альтернативу в лице евроскептиков. Получив 14,47 % голосов избирателей, партия смогла провести в Европарламент 3 своих представителей.
- В Австрии партия «Список доктора Мартина[нем.]», созданная журналистом и депутатом Европарламента Ханс-Петером Мартином[англ.], набрала 13,98 % голосов, что обеспечило ей два места.
- В Нидерландах партия «Транспарентная Европа[англ.]» во главе с бывшим еврочиновником Паулом ван Бёйтененом[англ.], созданная в апреле 2004 года, получила 7,33 % голосов и два места.
- В Великобритании специально для участия в выборах в Европарламент 2004 года была создана «Коалиция единства — Респект», в которую для борьбы против правительства Тони Блэра, обвиняемого в нарастании социальных проблем, массовой приватизации и разжигании войны в Ираке, объединились ряд леворадикальных организаций, выходцы из Лейбористской партии, недовольные политикой её лидера, а также некоторые профсоюзные и общественные деятели, в том числе представители Мусульманского совета Великобритании. Больших успехов новой политической силе добиться не удалось, за неё отдали свои голоса 1,5 % избирателей, принявших участие в выборах.
- Для партии «Английские демократы[англ.]», созданной двумя годами ранее, эти выборы стали первыми в её истории. Она выдвинула своих кандидатов в 5 из 9 английских избирательных округов, но смогла собрать лишь 0,8 % голосов избирателей.

## Дебют
Впервые в выборах в Европарламент принял участие Гибралтар, заморская территория Великобритании на юге Пиренейского полуострова. Ранее Гибралтар не участвовал в европейских выборах из-за маленького населения, менее 30 000 жителей (данные на 2004 год). Это лишение прав, применяемое Соединённым Королевством, было успешно опротестовано в Европейском суде по правам человека в 1999 году (Дело «Мэтьюз против Соединенного Королевства»). В результате в 2004 году Гибралтар был включён властями Великобритании в состав избирательного округа Юго-Западной Англии. Испания, оспаривающая принадлежность Гибралтара, подала жалобу на участие территории в выборах в Европарламент в Суд Европейского союза, но проиграла.

## Перестановки в парламентских группах после выборов
- Европартии Европейская либерально-демократическая и реформистская партия создала новую парламентскую группу, объединившись с депутатами Европарламента от Союза за французскую демократию (ранее часть фракции ЕНП-ЕД), итальянской партией «Маргаритка: Демократия — это свобода» (ранее часть фракции ЕНП-ЕД), литовской Партией труда, бельгийским Движением граждан за перемены (часть партии Реформаторское движение, ранее входила в ЕНП-ЕД) и некоторыми другими. Новые союзники либералов сформировали Европейскую демократическую партию, и новая объединённая группа получила название Альянс либералов и демократов за Европу.
- Шведский «Июльский список», Лига польских семей и Объединение за Францию и европейскую независимость присоединились к существующей группе «Европа за демократию и разнообразие», которая уже включала в себя Партию независимости Соединённого Королевства. Обновлённая группа была переименована в «Независимость и демократию».

## Другие выборы

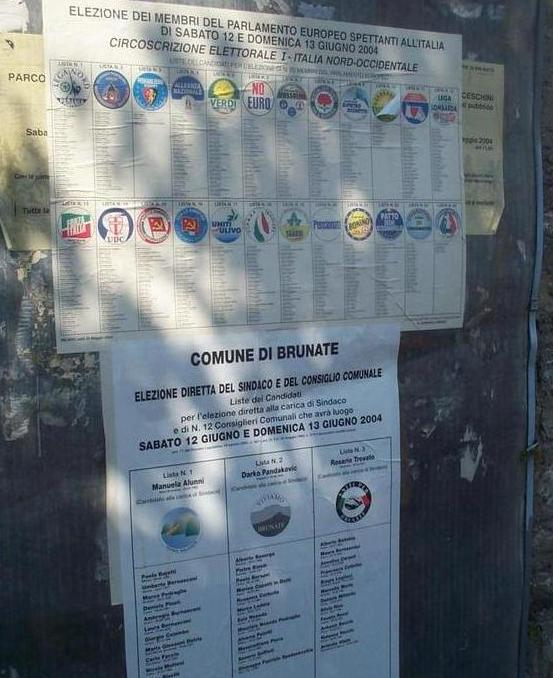
Плакат для выборов в Европейский парламент 2004 года в Италии, показывающий партийные списки

Выборы в Европарламент 2004 года совпали с парламентскими выборами в Люксембурге и президентскими в Литве, а также с местными и региональными выборами в Англии и Уэльсе, местными выборами в Ирландии, региональными выборами в Бельгии, местными и региональными выборами в большинстве областей Италии и выборами в ландтаг немецкой земли Тюрингия.

### Результаты
- BBC News: EU-wide results
- Guardian: results in the United Kingdom
- Irish results from RTE
- Polish official results
- Full Danish official results (недоступная ссылка)
- Predicting the Future: the next European Parliament (pre-election prediction)

### Информация о евровыборах
- Ireland: European Parliament Office in Ireland election information
- Information from the Finnish Justice Ministry on the election
- attendance and voting records Архивная копия от 9 марта 2001 на Wayback Machine; software patents (see article software patent) and environmental issues (see articles green/environmental issues) collect data on how MEPs voted, in order that the electorate may have a better idea on how to vote on them.
- European Election Studies www.europeanelectionstudies.net

### Кандидаты
- Belgium
- France
- Netherlands
- Sweden
- UK